# Agelasta transversa
Agelasta transversa là một loài bọ cánh cứng trong họ Cerambycidae.